# 1/6
1/6 (произносится как One-Sixth) — третий мини-альбом южнокорейской певицы Сонми, выпущенный на цифровых носителях 6 августе 2021 года лейблом Abyss Company. В него вошли 6 песен, в том числе заглавный трек «You can’t sit with us». Для альбома характерно лёгкое ретро-звучание и быстрый темп, визуальное сопровождение выполнено в стиле нулевых.

## Предыстория и релиз

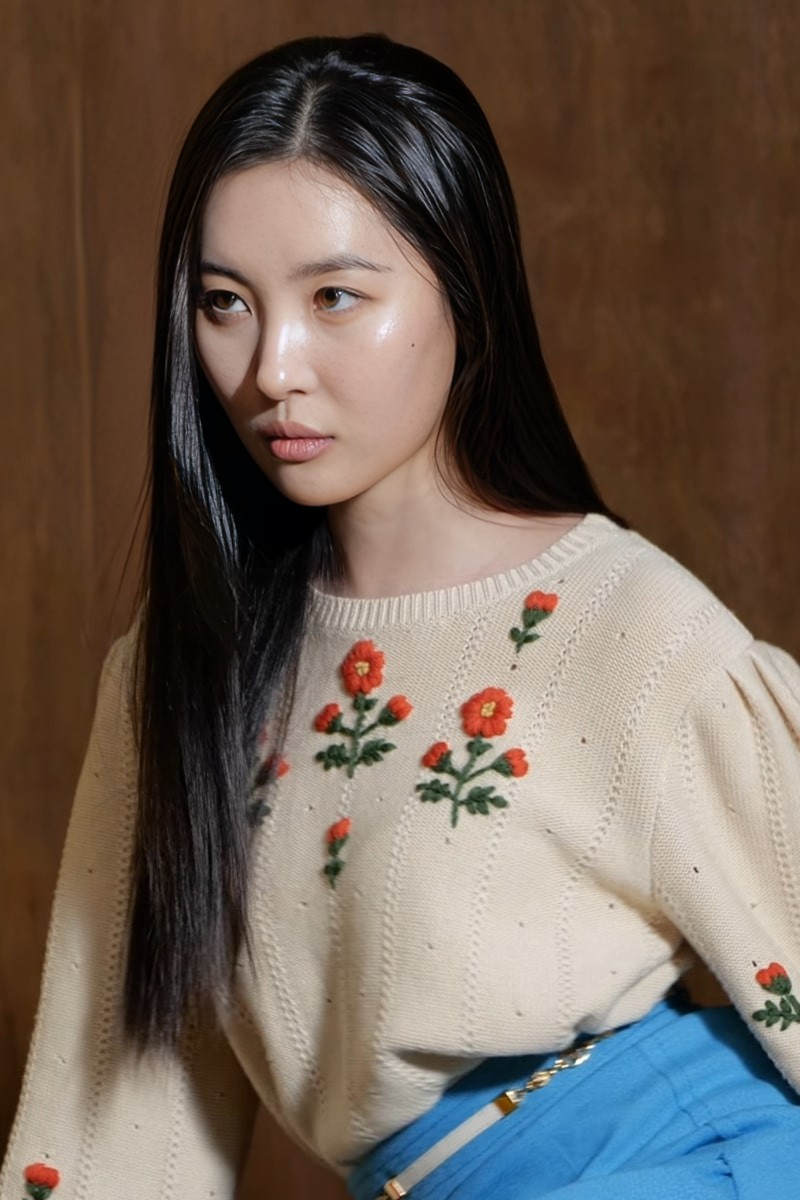
Сонми в апреле 2021

За 3 года, прошедшие с момента выхода второго мини-альбома Сонми Warning в 2018 году, певица выпустила несколько успешных цифровых релизов с более медленным темпом и менее жизнерадостной концепцией, чем в 1/6, например, сингл «Noir».
Песня «Borderline» ранее уже исполнялась во время мирового тура Warning, а специальное видео для неё было выложено на YouTube 19 августа 2020 года. Для альбома 1/6 трек переработали.
Релиз третьего мини-альбома Сонми был анонсирован 19 июля 2021 года. В полночь в её соцсетях появился постер с фото, которое позже будет на обложке 1/6, и подписью «2021 08.06 18:00». Тизер музыкального видео на песню «You can’t sit with us» был выложен 1 августа.
Цифровой релиз альбома состоялся 6 августа. В этот же день был опубликован клип «You can’t sit with us». Физическая версия 1/6 была выпущена 10 августа.

## Об альбоме
Сонми принимала участие в создании каждой песни из этого альбома. Её соавторами стали американские сонграйтеры Мелани Фонтана и Росс Голан, а также Michel Schulz, Frants, Jake K (ARTiffect), Maria Marcus, MCK (ARTiffect) и El Capitxn.
Каждый из шести треков, вошедших в альбом 1/6, повествует о разных историях и эмоциях. На сайте Melon релиз описан как «наполненный жизнерадостными и весёлыми, но ни в коем случае не легкомысленными текстами», а смысл названия объясняется следующей цитатой:
«На Луне, где гравитация составляет одну шестую, будет ли тяжесть тревоги также составлять одну шестую?»
Оригинальный текст (англ.)On the moon where gravity is one-sixth, will the weight of anxiety also be one-sixth?
На обложке, во время выступлений на телешоу и в других материалах для продвижения релиза Сонми предстаёт в образах в стиле Y2K.

### Композиции
Заглавная песня «You can’t sit with us» в быстром ритме (145 ударов в минуту) написана от лица девушки, которая разочарована в любимом человеке и злиться на него. В музыкальном видео присутствуют зомби, концептуальный реквизит из нулевых и атмосфера фильма ужасов 80-х годов. Трек в жанре дэнс-поп записан под музыку, исполненную Vendors(Zenur) на гитаре и Frants на барабанах, клавишах и бас-гитаре.
Музыку для «Sunny», трека о лете и веселье, исполнили Jake K и MCK (ARTiffect) на фортепиано, синтезаторе, барабанах и струнных инструментах. Песня «1/6» записан под музыку, исполненную Vendors(Zenur) на гитаре и Frants на барабанах, клавишах и бас-гитаре. Танцевальная песня «Call» в стиле ню-диско описывает сцену того, как героиня собирается расстаться с парнем, потому что поняла, что он такой же, как остальные мужчины. Frants и El Capitxn были композиторами вместе с Сонми, а также создали аранжировку для этого трека. Песня «Narcissism», вдохновлённая греческой мифологией, повествует о потере себя в попытках угодить любимому человеку.
Автобиографичный трек «Borderline» посвящён опыту жизни с пограничным расстройством личности, которое диагностировано у Сонми. В обзоре NME он назван «самой сильной и трогательной демонстрацией артистизма» певицы.

## Награды
На церемонии Asian Pop Music Awards 2021 альбом попал в «Топ 20 альбомов года» (вне Китая), а также был номинирован, но не награждён в категориях «Лучший альбом года» и «Лучший женский исполнитель» (вне Китая).

## Продажи и чарты
По данным Hanteo Chart, только за 9 августа было продано 10,692 экземпляров альбома 1/6, что превысило прошлый рекорд Сонми по продажам за первую неделю (2,911 у Warning). Всего за неделю с 9 по 15 августа было продано 16,305 экземпляров. В конце недели (14 августа) релиз занял 5 место среди южнокорейских альбомов в чарте Gaon.

## Список композиций
Все тексты написаны Ли Сонми.
| №                   | Название                | Музыка                                            | Аранжировка                       | Длительность |
| ------------------- | ----------------------- | ------------------------------------------------- | --------------------------------- | ------------ |
| 1.                  | «You Can’t Sit With Us» | Мелани Фонтана, Michel Schulz, Росс Голан         | Lindgren                          | 3:17         |
| 2.                  | «Sunny»                 | Jake K (ARTiffect), Maria Marcus, MCK (ARTiffect) | Jake K(ARTiffect), MCK(ARTiffect) | 3:20         |
| 3.                  | «1/6»                   | Ли Сонми, Frants                                  | Frants                            | 3:41         |
| 4.                  | «Call»                  | Ли Сонми, Frants, El Capitxn                      | Frants, El Capitxn                | 2:45         |
| 5.                  | «Narcissism»            | Ли Сонми, Frants                                  | Frants                            | 3:52         |
| 6.                  | «Borderlin»             | Ли Сонми, Frants                                  | Frants                            | 2:54         |
| Общая длительность: | Общая длительность:     | Общая длительность:                               | Общая длительность:               | 19:51        |